# Дейкман, Петра
Петра Дейкман (нидерл. Petra Dijkman, род. 13 ноября 1979) — нидерландская профессиональная шоссейная велогонщица, исследователь в области тканевой инженерии сердечно-сосудистой системы.

## Карьера

### Велоспорт
Петра Дейкман начала заниматься велоспортом во время велотуризма в Греции. Затем она присоединилась к студенческому велоклубу Squadra Veloce, где выиграла студенческий чемпионат. В 2005 году она выступала в элитной женской категории. В 2009 году она присоединилась к команде Red Sun Cycling Team, которая участвовала в соревнованиях UCI. В 2009 году она была первой запасной в сборной Нидерландов на чемпионате мира по шоссейному велоспорту. В 2011 году Дейкман подписала контракт с командой Dolmans Landscaping Cyclingteam, и приняла участие в Джиро Донне 2011, где заняла 37 место в генеральной классификации. В 2012 года она подписала контракт с командой Kleo Ladies Team, в составе которой приняла участие в Туре Тюрингии и заняла 3-е место на Дварс дор Фландерен.
С сентября 2020 по ноябрь 2020 Петра Дейкман была членом жюри национальной премии за инновации в спорте.
С сентября 2021 года — волонтёр Cycling 4 Climate, которая организует велосипедные мероприятия с целью повышения осведомлённости о проблемах изменения климата.

### Медицина
С 1993 по 1998 год Дейкман была студенткой cвободной школы Брабант в Эйндховене. С 1998 по 1999 годы получила доуниверситетское образование по нидерладскому, немецкому, английскому языкам, математике, физике, химии, биологии.
С 2004 по 2005 годы проходила внешнюю стажировку в Лондонском университете по направлению «Тканевая инженерия хряща».
Дейкман училась с 2000 по 2006 годы на факультете биомедицинских технологий Технического университета Эйндховена.
В 2006 году она начала работу над докторской диссертацией, что заставило её совмещать учёбу и велоспорт. В 2012 году она защитила докторскую диссертацию в Техническом университете Эйндховена на тему «Возможность использования стволовых клеток мышечной ткани в качестве источника клеток для тканевой инженерии сердечно-сосудистой системы».
С января по май 2013 года она продолжила исследовательскую работу в области тканевой инженерии сердечных клапанов в том же университете в группе «Биомеханика и инженерия мягких тканей» факультета биомедицинской инженерии.
С мая 2013 по сентябрь 2014 года Петра Дейкман — постдокторский исследователь в области инженерии сердечно-сосудистых тканей в Цюрихском университете. В Центре регенеративной медицины университета и университетской клиники Цюриха он участвовала в качестве исследователя в крупном совместном проекте под названием LifeValve, который финансировался 7-й рамочной программой ЕС. Основная цель проекта LifeValve — разработать новую терапевтическую стратегию для более эффективного лечения пациентов с заболеваниями сердечных клапанов.
С сентября 2014 по декабрь 2015 года Дейкман — руководитель группы по тканевой инженерии сердечно-сосудистой системы. В отделе хирургических исследований группы регенеративной медицины она курировала аспирантов и магистрантов, а также координировала и принимала практическое участие в нескольких доклинических исследованиях по тканевой инженерии сердечных клапанов. Кроме того, занималась анализом эксплантатов для доклинического исследования по тканевой инженерии сосудов в соответствии с принципами надлежащей лабораторной практики (GLP) и с начала 2015 года участвовала в качестве члена исполнительного совета в голландско-швейцарском проекте iValve-II.
С января 2016 по август 2016 она была руководителем группы по тканевой инженерии и органоидным технологиям IREM Цюрихского университета.
С января 2017 по декабрь 2018 Дейкман — консультант в области биологических наук в консультационном агентстве по субсидиям. Занималась поддержкой некоммерческих организаций, помощью и организацией в получении грантов. С декабря 2018 по август 2019 года она была старшим консультантом по биологическим наукам и здравоохранению, а с сентября 2019 по июль 2021 года работала управляющим консультантом в области биологических наук, здравоохранения и пищевой промышленности. В качестве управляющего консультанта в Hezelburcht она отвечала за разработку и реализацию бизнес-стратегии, консультировала академических исследователей и компании, занимающиеся научно-исследовательскими и опытно-конструкторскими работами, по вопросам стратегического процесса субсидирования.
С февраля 2022 по февраль 2024 года Петра Дейкман работала программным менеджером «Circular Hospital» в альянсе технического университета Эйндховена, Вагенингенского университета, Утрехтского университета и Утрехтского университетского медицинского центра.

## Достижения

### Шоссе
2008
Холланд Ледис Тур
3-я на 5-м этапе
7-я в спринтерской классификации
2009
8-я на 2-м этапе Тура де л’Од феминин
Тур Тюрингии
3-я на 6-м этапе
2-я в горной классификации
5-я в очковой классификации
7-я в генеральной классификации
6-я на Эрондегемсе Пейл
2-я на Холланд Хилс Классик
3-я на 1-м этапе Джиро ди Тоскана — Мемориал Микелы Фанини
2010
5-я на Омлоп ван хет Хегеланд
Тур де л’Од феминин
10-я на 1-м этапе
6-я на 2-м этапе
2-я на Дварс дор де Вестхук
Тур Тюрингии
8-я на 3-м этапе
7-я на 5-м этапе
5-я на 6-м этапе
9-я в горной классификации
9-я в генеральной классификации
7-я на Опен Воргорда TTT
8-я на Холланд Хилс Классик
4-я на 1-м этапе Джиро ди Тоскана — Мемориал Микелы Фанини
2011
8-я на Дварс дор де Вестхук
8-я на 1-м этапе Тура Лимузена
Джиро ди Тоскана — Мемориал Микелы Фанини
8-я в спринтерской классификации
4-я в горной классификации
2012
3-я на Дварс дор Фландерен
10-я в горной классификации Фестиваля Эльзи Якобс
10-я на Гойк — Герардсберген — Гойк

### Статистика выступления наГранд-турах
| Гонка / Год          | 2009 | 2010 | 2011           |
| -------------------- | ---- | ---- | -------------- |
| Тур де л'Од феминин  | 36   | 48   | не проводилась |
| Джиро д’Италия Донне | —    | —    | 37             |

### Рейтинги
| Год                 | 2009 | 2010 | 2011  |
| ------------------- | ---- | ---- | ----- |
| Мировой рейтинг UCI | 87-й | 73-й | 367-й |
|                     |      |      |       |
| Источник: UCI       |      |      |       |

## Стипендии и гранты
- Стипендия Erasmus Mobility, Технический университет Эйндховена (2004)
- Стипендия Марии Кюри для развития карьеры (IEF), 7-я рамочная программа Европейской комиссии, Цюрихский университет (2013)
- Грант на исследования для постдокторантов Цюрихского университета (2014)
- Грант на исследования от Швейцарского фонда сердца (2014)[4]

## Публикации
- Laura Frese, Petra E. Dijkman, Simon P. Hoerstrup. Adipose Tissue-Derived Stem Cells in Regenerative Medicine (англ.) // Transfusion Medicine and Hemotherapy. — 2016. — Vol. 43, iss. 4. — P. 268–274. — ISSN 1660-3796. — doi:10.1159/000448180.
- Jolanda Kluin, Hanna Talacua, Anthal I.P.M. Smits, Maximilian Y. Emmert, Marieke C.P. Brugmans, Emanuela S. Fioretta, Petra E. Dijkman, Serge H.M. Söntjens, Renée Duijvelshoff, Sylvia Dekker, Marloes W.J.T. Janssen-van den Broek, Valentina Lintas, Aryan Vink, Simon P. Hoerstrup, Henk M. Janssen, Patricia Y.W. Dankers, Frank P.T. Baaijens, Carlijn V.C. Bouten. In situ heart valve tissue engineering using a bioresorbable elastomeric implant – From material design to 12 months follow-up in sheep (англ.) // Biomaterials. — 2017-05. — Vol. 125. — P. 101–117. — doi:10.1016/j.biomaterials.2017.02.007.
- Dörthe Schmidt, Petra E. Dijkman, Anita Driessen-Mol, Rene Stenger, Christine Mariani, Arja Puolakka, Marja Rissanen, Thorsten Deichmann, Bernhard Odermatt, Benedikt Weber, Maximilian Y. Emmert, Gregor Zund, Frank P.T. Baaijens, Simon P. Hoerstrup. Minimally-Invasive Implantation of Living Tissue Engineered Heart Valves (англ.) // Journal of the American College of Cardiology. — 2010-08. — Vol. 56, iss. 6. — P. 510–520. — doi:10.1016/j.jacc.2010.04.024.
- Benedikt Weber, Petra E. Dijkman, Jacques Scherman, Bart Sanders, Maximilian Y. Emmert, Jürg Grünenfelder, Renier Verbeek, Mona Bracher, Melanie Black, Thomas Franz, Jeroen Kortsmit, Peter Modregger, Silvia Peter, Marco Stampanoni, Jérôme Robert, Debora Kehl, Marina van Doeselaar, Martin Schweiger, Chad E. Brokopp, Thomas Wälchli, Volkmar Falk, Peter Zilla, Anita Driessen-Mol, Frank P.T. Baaijens, Simon P. Hoerstrup. Off-the-shelf human decellularized tissue-engineered heart valves in a non-human primate model (англ.) // Biomaterials. — 2013-10. — Vol. 34, iss. 30. — P. 7269–7280. — doi:10.1016/j.biomaterials.2013.04.059.
- Anita Driessen-Mol, Maximilian Y. Emmert, Petra E. Dijkman, Laura Frese, Bart Sanders, Benedikt Weber, Nikola Cesarovic, Michele Sidler, Jori Leenders, Rolf Jenni, Jürg Grünenfelder, Volkmar Falk, Frank P.T. Baaijens, Simon P. Hoerstrup. Transcatheter Implantation of Homologous “Off-the-Shelf” Tissue-Engineered Heart Valves With Self-Repair Capacity (англ.) // Journal of the American College of Cardiology. — 2014-04. — Vol. 63, iss. 13. — P. 1320–1329. — doi:10.1016/j.jacc.2013.09.082.
- Maximilian Y. Emmert, Boris A. Schmitt, Sandra Loerakker, Bart Sanders, Hendrik Spriestersbach, Emanuela S. Fioretta, Leon Bruder, Kerstin Brakmann, Sarah E. Motta, Valentina Lintas, Petra E. Dijkman, Laura Frese, Felix Berger, Frank P. T. Baaijens, Simon P. Hoerstrup. Computational modeling guides tissue-engineered heart valve design for long-term in vivo performance in a translational sheep model (англ.) // Science Translational Medicine. — 2018-05-09. — Vol. 10, iss. 440. — ISSN 1946-6234. — doi:10.1126/scitranslmed.aan4587.
- Petra E. Dijkman, Anita Driessen-Mol, Laura Frese, Simon P. Hoerstrup, Frank P.T. Baaijens. Decellularized homologous tissue-engineered heart valves as off-the-shelf alternatives to xeno- and homografts (англ.) // Biomaterials. — 2012-06. — Vol. 33, iss. 18. — P. 4545–4554. — doi:10.1016/j.biomaterials.2012.03.015.
- Emanuela S. Fioretta, Petra E. Dijkman, Maximilian Y. Emmert, Simon P. Hoerstrup. The future of heart valve replacement: recent developments and translational challenges for heart valve tissue engineering: The future of heart valve replacement (англ.) // Journal of Tissue Engineering and Regenerative Medicine. — 2018-01. — Vol. 12, iss. 1. — P. e323–e335. — doi:10.1002/term.2326.